# 粉绿丁公藤
粉绿丁公藤（学名：Erycibe glaucescens）是旋花科丁公藤属的植物。分布于孟加拉国、缅甸以及中国大陆的云南等地，生长于海拔1,300米至1,500米的地区，常生于密林中，目前尚未由人工引种栽培。